# 2245 Гекатостос
2245 Гекатостос (2245 Hekatostos) — астероїд головного поясу, відкритий 24 січня 1968 року.
Тіссеранів параметр щодо Юпітера — 3,354.